# Maraschino

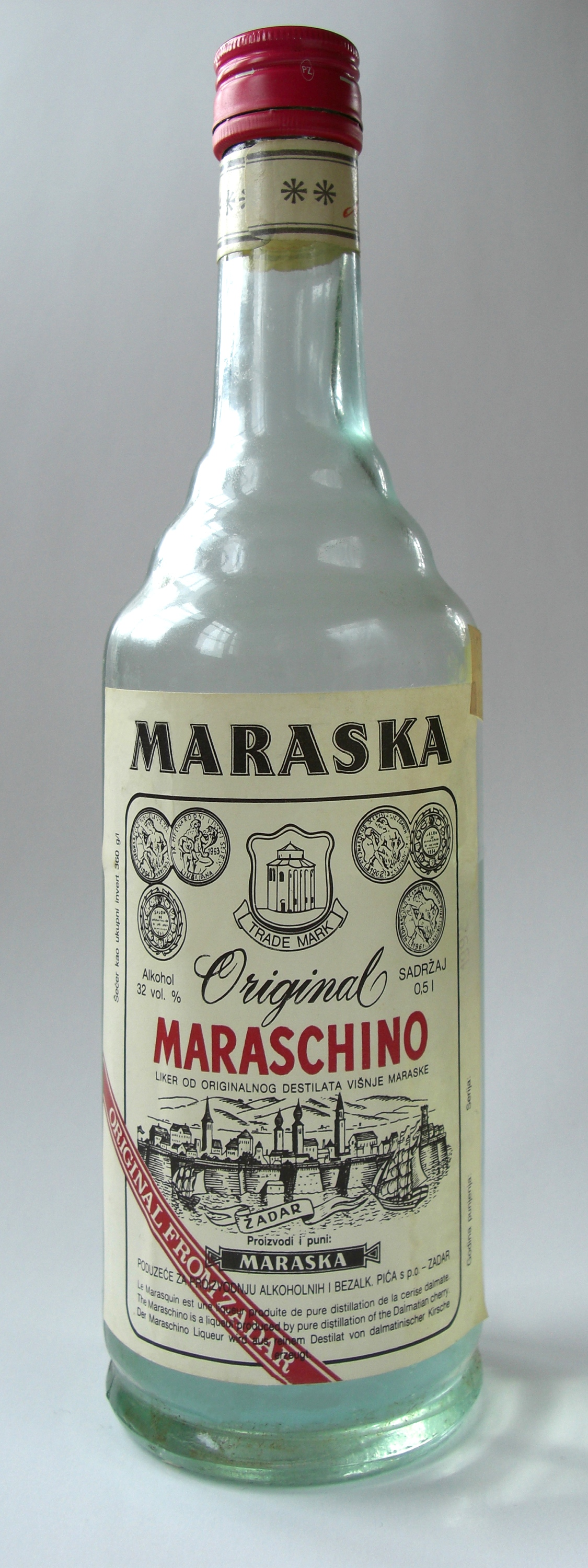
Maraschino aus Zadar

Maraschino (IPA: [marasˈkiːno], Maraschinoⓘ) ist ein Kirschlikör, der aus Maraska-Kirschen hergestellt wird, einer ursprünglich dalmatinischen, intensiv schmeckenden Sauerkirschsorte. Er ist klar und farblos, hat einen Alkoholgehalt von um die 30 % vol und ein würziges Kirscharoma mit einer deutlich wahrnehmbaren Bittermandelnote. Der Likör wird nicht mit Zusatz von Fruchtsaft hergestellt, sondern erhält sein Kirscharoma aus dem Destillat vergorener oder kalt ausgezogener Maraska-Kirschen. Der Bittermandelgeschmack soll auf die Mitverwendung zerkleinerter Kirschkerne zurückgehen.
Nach der europäischen Spirituosenverordnung hat Maraschino einen Mindestalkoholgehalt von 24 % vol und einen Mindestzuckergehalt von 250 g/l. Es dürfen ausschließlich natürliche Aromastoffe und -extrakte verwendet werden, naturidentische Aromen sind unzulässig.
Maraschino wurde im 18. Jahrhundert in Zadar (im heutigen Kroatien), damals eine venezianische Festung mit dem italienischen Namen Zara, zu einem industriellen Produkt entwickelt und kommerzialisiert. Ursprünglich soll die Rezeptur aus dem Dominikanerkloster des Ortes stammen. Heute gibt es Hersteller in Zadar und Padua, aber auch außerhalb der traditionellen adriatischen Herkunftsregion. Typisches Gestaltungsmerkmal der Flaschen ist eine Hülle aus Bastfasergeflecht.

## Herstellung
Ausgangsprodukt für Maraschino ist ein Destillat von Maraska-Kirschen, das auf zwei Arten gewonnen werden kann: Entweder durch Destillation vergorener Marasken oder durch Destillation eines alkoholischen Auszugs dieser Kirschen, die in Agraralkohol eingemaischt werden, angeblich auch unter Verwendung anderer Pflanzenteile. Weiterhin können zur geschmacklichen Abrundung noch Gewürze wie Rosenöl, Zimt oder Vanille zugegeben werden. Das so hergestellte Destillat ist hochprozentig (60–70 % vol) und sehr ergiebig. Es wird zur Herstellung des Maraschino-Likörs etwa im Verhältnis 1 : 10 bis 1 : 25 verdünnt und entsprechend gezuckert.

## Geschichte

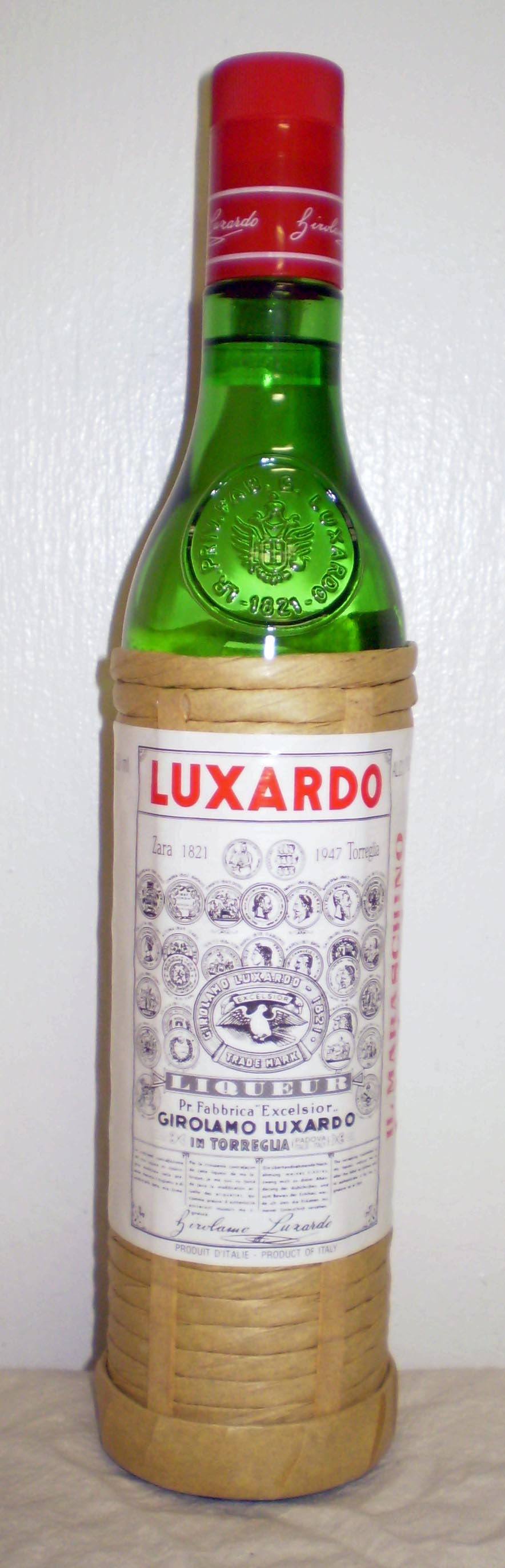
Italienischer Maraschino

Die erste Brennerei für den Maraschinolikör wurde 1736 in Zadar gegründet. Der erste Nachahmer war der Kaufmann Girolamo Luxardo, weitere wie Vlahov folgten. 1829 erhielt Luxardo das Privileg zur Alleinherstellung des Likörs. Nach dem Zweiten Weltkrieg, als Zadar Jugoslawien angegliedert wurde, wanderten die Hersteller nach Italien ins Veneto aus. So gründete die Familie Luxardo in Torreglia in der Nähe von Padua eine neue Brennerei, sie war inzwischen Marktführer geworden. Sie vertreibt heute ihren Likör unter dem Namen Luxardo Maraschino, während die kroatische Brennerei in Zadar für ihren Original Maraschino aus Zadar mit der ursprünglichen und ununterbrochenen Tradition wirbt.

## Verwendung
Maraschino ist Bestandteil zahlreicher klassischer Cocktails wie dem Aviation, dem Last Word und dem Prince of Wales. Außerdem wird Maraschino oft bei der Zubereitung von Desserts oder zur geschmacklichen Verfeinerung von Speiseeis oder Obstsalat verwendet. Pur getrunken wird Maraschino hingegen eher selten.